# 30 pr. n. št.
30 pr. n. št. je bilo po julijanskem koledarju navadno leto, ki se je začelo na sredo, četrtek ali petek, ali pa prestopno leto, ki se je začelo na četrtek (različni viri navajajo različne podatke). Po proleptičnem julijanskem koledarju je bilo navadno leto, ki se je začelo na sredo.
V rimskem svetu je bilo znano kot prvo leto sokonzulstva Oktavijana in Krasa, pa tudi kot leto 724 ab urbe condita.
Oznaka 30 pr. Kr. oz. 30 AC (Ante Christum, »pred Kristusom«), zdaj posodobljeno v 30 pr. n. št., se uporablja od srednjega veka, ko se je uveljavilo številčenje po sistemu Anno Domini.

## Dogodki
- 31. julij - Mark Antonij v bitki pri Aleksandriji doseže zmago proti Oktavijanovi vojski toda večina njegovih vojakov kmalu dezertira, zato se Antonij poražen umakne in kasneje stori samomor.
- 1. avgust - padec Aleksandrije pomeni konec ptolemajskega Egipta in priključitev Rimskemu cesarstvu.
- 10. ali 12. avgust - s smrtjo Kleopatre VII. in usmrtitvijo njenega sina Cezarion je konec  Ptolemajske dinastije.

## Rojstva
- Marobod, kralj Markomanov († 37)
- Pitodorida Pontska († 38)

## Smrti
- 1. avgust - Mark Antonij, rimski vojskovodja (* 83 pr. n. št.)
- 10./12. avgust - Kleopatra VII., kraljica Starega Egipta  (* 70/69 pr. n. št.)
- Hirkan II., vrhovni svečenik in kralj judejskega Hasmonejskega kraljestva (* okrog 110 pr. n. št.)